# كوشكي العليا (أشترينان)
کوشکي العلیا (بالفارسية: کوشکی علیا) هي مستوطنة تقع في إيران في قسم أشترینان الريفي. يقدر عدد سكانها بـ 417 نسمة .